# Niall Blair

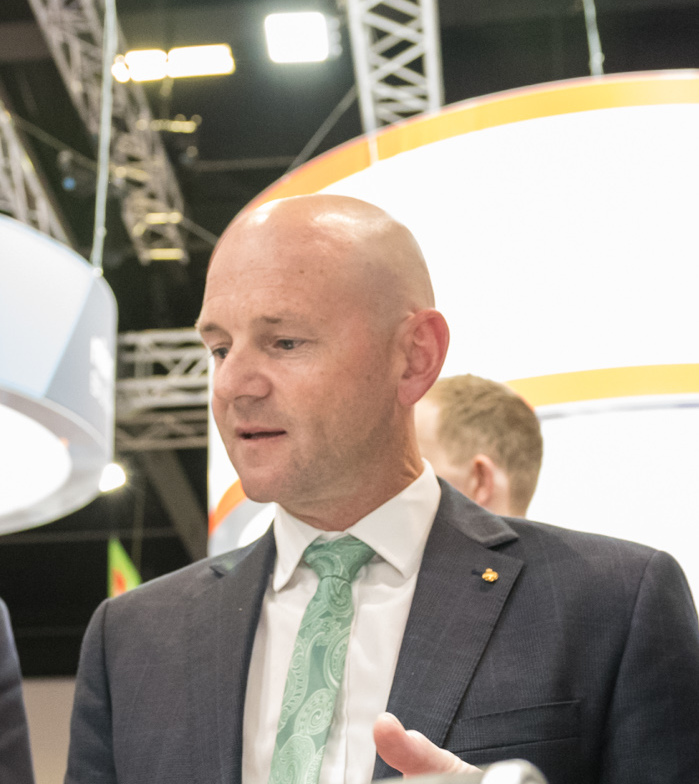
Niall Blair (16. Mai 2018)

Hon. Niall Mark Blair (* 22. Mai 1977 in Goulburn, New South Wales) ist ein australischer Politiker der National Party of Australia NPA, der zwischen 2011 und 2019 Mitglied im Parlament von New South Wales war sowie verschiedene Ministerämter bekleidete.

## Leben
Niall Mark Blair begann nach dem Schulbesuch ein Studium im Fach Angewandte Wissenschaft an der University of Western Sydney (UWS) am Campus Hawkesbury Valley, welches er 1997 mit einem Bachelor of Applied Science beendete. Er war danach zwischen 1998 und 1999 zunächst Mitarbeiter für Baumpflege des lokalen Verwaltungsgebietes LGA (Local Government Area) Marrickville Council sowie im Anschluss von 1999 bis 2005 Manager für Parks und Freizeit des lokalen Verwaltungsgebietes Leeton Shire und zugleich zwischen 1999 und 2004 Feuerwehrmann bei den NSW Fire Brigades, der Feuerwehr des Bundesstaates New South Wales. Er trat 2004 der National Party of Australia NPA bei und engagierte sich im Ortsverband Goulburn. Ein postgraduales Studium im Fach Arbeitsschutz an der University of Newcastle schloss er 2005 mit einem Master (M.Sc. Occupational Health and Safety) ab und war danach zwischen 2005 und 2006 Manager für technische Ausbildung bei Integral Energy, dem gemäß dem Gesetz über Energiedienstleistungsunternehmen (Energy Services Corporations Act) 1995 aus einer Fusion zwischen Prospect Electricity und Illawarra Electricity entstandenen zweitgrößten staatlichen Energieunternehmen in New South Wales. Im Anschluss war er von 2006 bis 2010 Chief Executive Officer (CEO) von Admire Workplace Safety, einem Beratungsunternehmen für Arbeitsschutz und erwarb zudem 2010 ein Diplom in den Bereichen Ausbildungs-, Bewertung und Personalentwicklungstraining.
Am 26. März 2011 wurde Blair für die National Party erstmals Mitglied im Parlament von New South Wales und gehörte bis zum 16. Oktober 2019 dem Legislativrat (NSW Legislative Council), dem Oberhaus des Parlaments an. Zu Beginn seiner Parlamentszugehörigkeit war er vom 17. Mai 2011 bis zum 6. März 2015 Vorsitzender des Ständigen Ausschusses für Soziales (Standing Committee on Social Issues). Zugleich übernahm er am 17. Oktober 2014 sein erstes Regierungsamt in der Koalitionsregierung aus Liberal Party und National Party von Premierminister Mike Baird und fungierte bis zum 2. April 2015 als Parlamentarischer Staatssekretär (Parliamentary Secretary). Im Anschluss fungierte er im Kabinett Baird zwischen dem 2. April 2015 und dem 23. Januar 2017 als Minister für Ländereien und Wasser (Minister for Lands and Water) sowie zugleich als Minister für die Primärindustrie (Minister for Primary Industries). Als Nachfolger von Adrian Piccoli wurde er ferner a, 15. November 2016 Deputy Leader of The Nationals und war damit bis zu seiner Ablösung durch Paul Toole am 2. April 2019 stellvertretender Vorsitzender der Nationalen Partei in New South Wales.
Im Kabinett von Gladys Berejiklian von der Liberal Party of Australia, der Nachfolgerin von Premierminister Baird blieb er vom 30. Januar 2017 bis zum 2. April 2019 Minister für die Primärindustrie und übernahm zusätzlich zwischen dem 30. Januar 2017 und dem 2. April 2019 die Ämter als Minister für Handel und Industrie (Minister for Trade and Industry) sowie als Minister für regionale Gewässer (Minister for Regional Water). Darüber hinaus wurde er am 31. Januar 2017 als Deputy Leader of the Government in the Legislative Council auch noch stellvertretender Vorsitzender der Regierungskoalition im Legislativrat und bekleidete auch diese Funktion bis zum 2. April 2019. Nach den Wahlen vom 23. März 2019 schied er aus der Regierung aus und war daraufhin vom 15. Mai bis zum 16. Oktober 2019 Vorsitzender des Ständigen Ausschusses für Recht und Justiz (Standing Committee on Law and Justice) sowie zugleich zwischen dem 28. Mai und dem 16. Oktober 2019 als Temporary Chair of Committees Vorsitzender von Ausschüssen im Falle der Abwesenheit des jeweiligen Ausschussvorsitzenden. Schließlich fungierte er vom 20. Juni bis zu seinem Ausscheiden aus dem Parlament am 16. Oktober 2019 in Personalunion auch noch als stellvertretender Vorsitzender des Ausschusses für den Ombudsmann, die Strafverfolgungskommission und die Kriminalkommission (Committee on the Ombudsman, the Law Enforcement Conduct Commission and the Crime Commission).